# بنیاد فرانسه

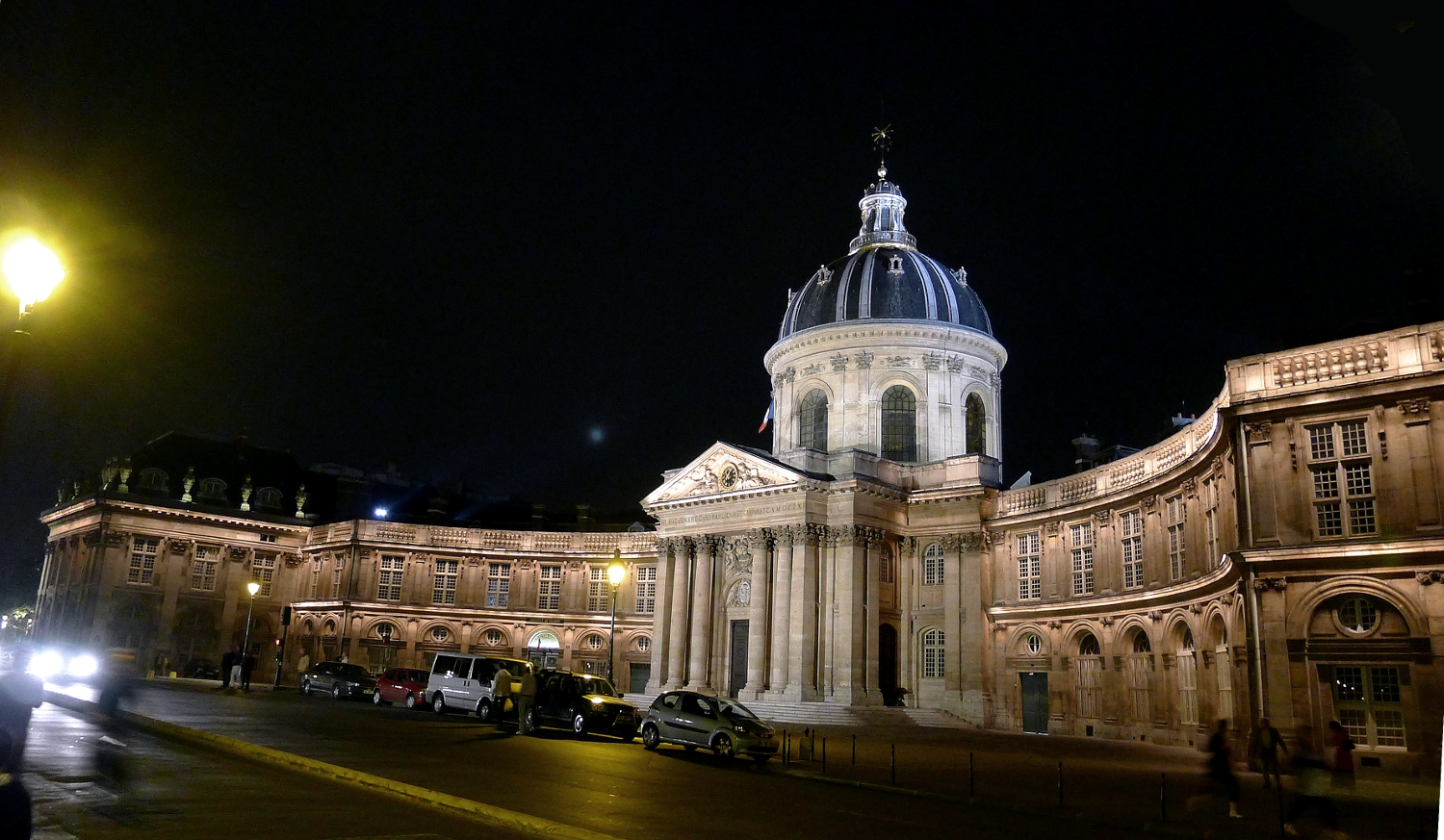
ساختمان بنیاد فرانسه در پاریس.

بنیاد فرانسه (به فرانسوی: Institut de France) نهادی دانشگاهی (فرهنگی) در فرانسه است که در ۲۵ اکتبر ۱۷۹۵ بنیان‌گذاری شد. بنیاد فرانسه در بر گیرنده فرهنگستان فرانسه، آکادمی کتیبه‌شناسی و زبان‌های باستانی، آکادمی علوم، آکادمی هنرهای زیبا، آکادمی علوم اخلاقی و سیاسی است.
نزدیک به ۱٬۰۰۰ بنیاد و انجمن که زیر نظر بنیاد فرانسه کار می‌کنند مسوول نگهداری از موزه‌ها و بناهای تاریخی فرانسه و دارایی‌ها در درون و بیرون فرانسه‌اند.

## آکادمی‌ها
- فرهنگستان فرانسه (آکادمی زبان فرانسه)- گشایش در سال ۱۶۳۵ و شناخته شده‌ترین آنها. در سال ۱۷۹۳ زیر فشار و سرکوبی قرار گرفت و در سال ۱۸۰۳ دوباره بازسازی شد و به عنوان بخشی از بنیاد فرانسه به کار خود ادامه داد.
- آکادمی کتیبه‌شناسی و زبان‌های باستانی فرانسه (آکادمی علوم انسانی)- گشایش در سال ۱۶۶۳
- آکادمی علوم فرانسه- گشایش در سال ۱۶۶۶.
- آکادمی هنرهای زیبای فرانسه (آکادمی بوزار)- گشایش در سال ۱۸۱۶ پس از ادغام سه آکادمی مربوط به هنر.
- آکادمی علوم اخلاقی و سیاسی فرانسه- گشایش در سال ۱۷۹۵، سرکوب در ۱۸۰۳، بازگشایی در ۱۸۳۲.

## نگارخانه

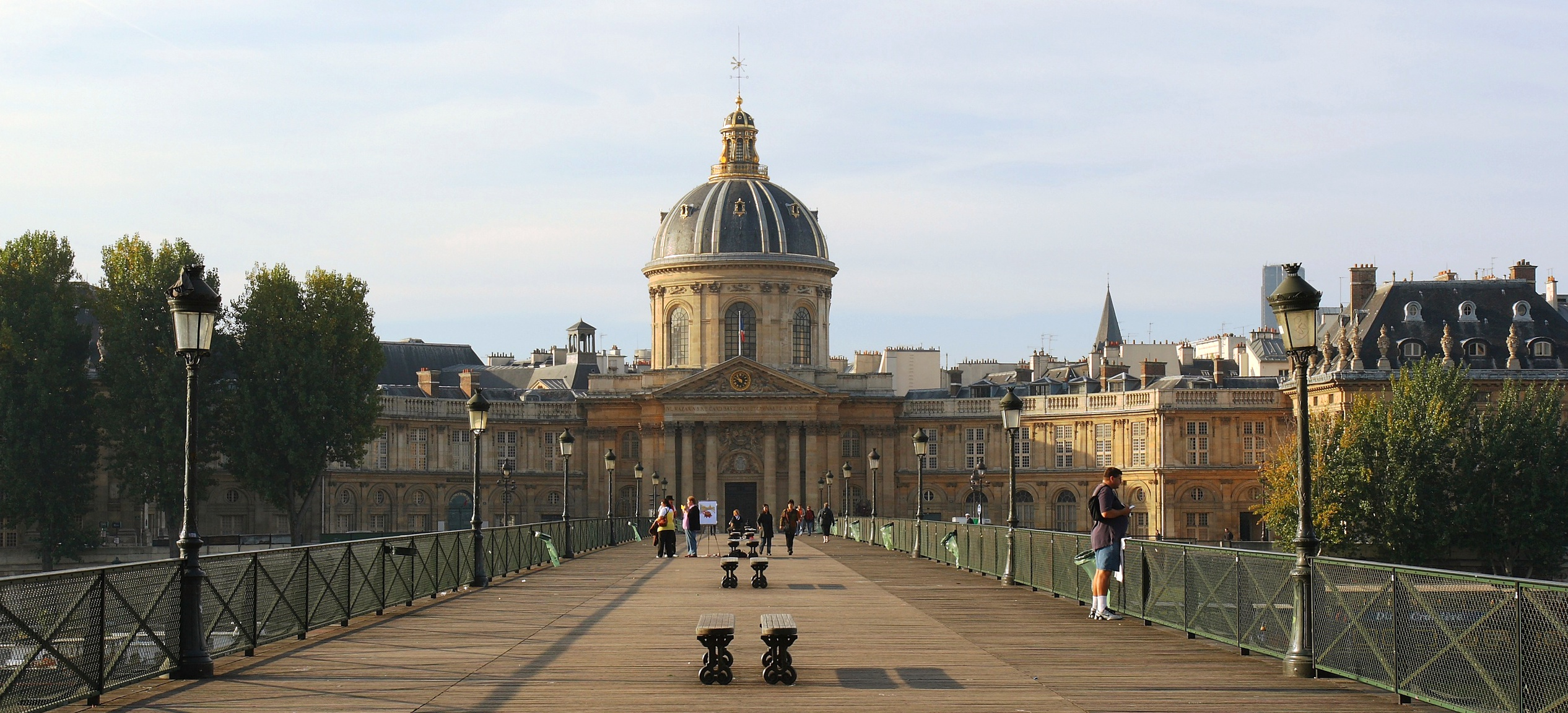
نمای بنیاد فرانسه از پل پن دزار
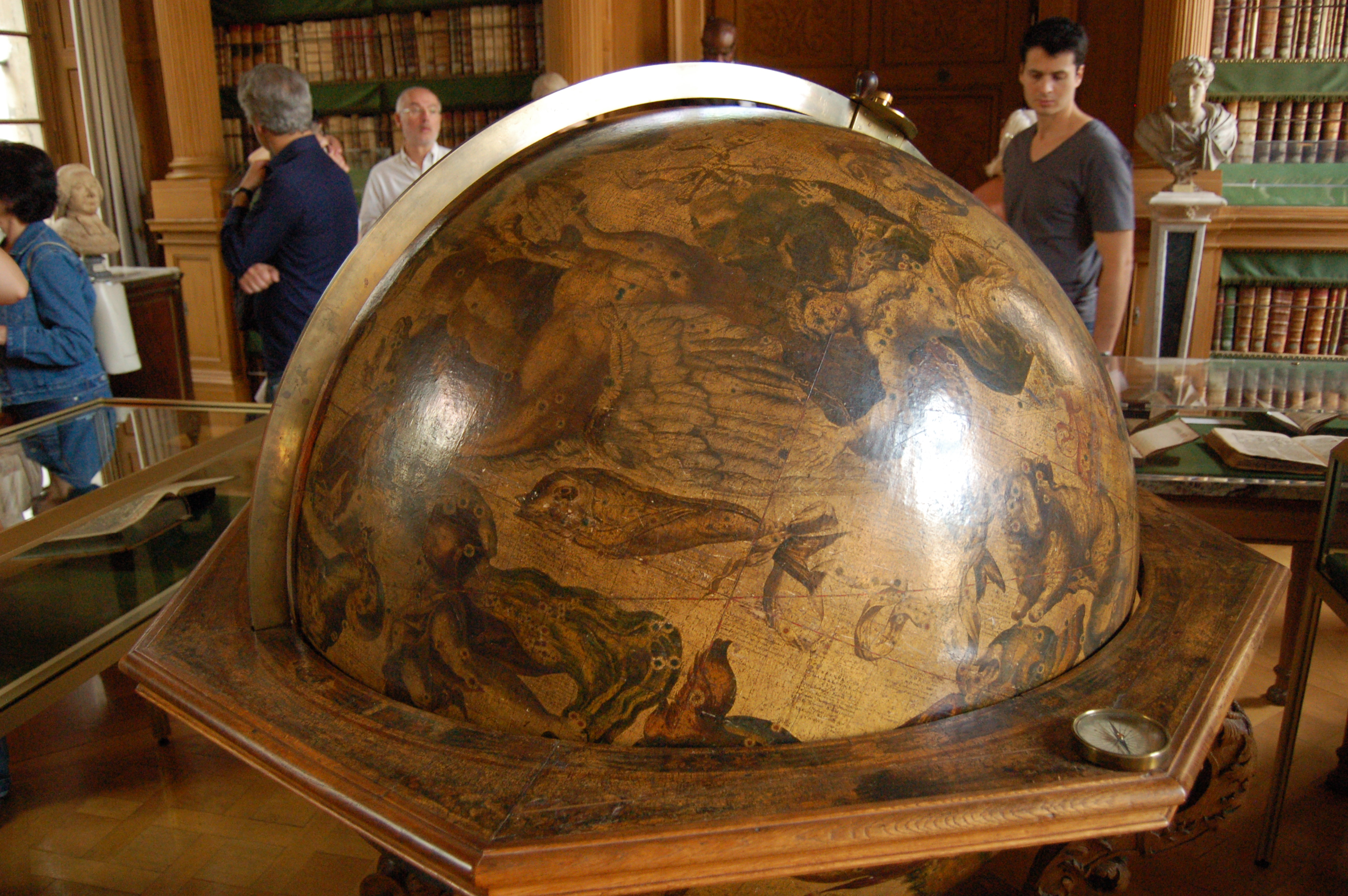
کره زمین در کتابخانه بنیاد
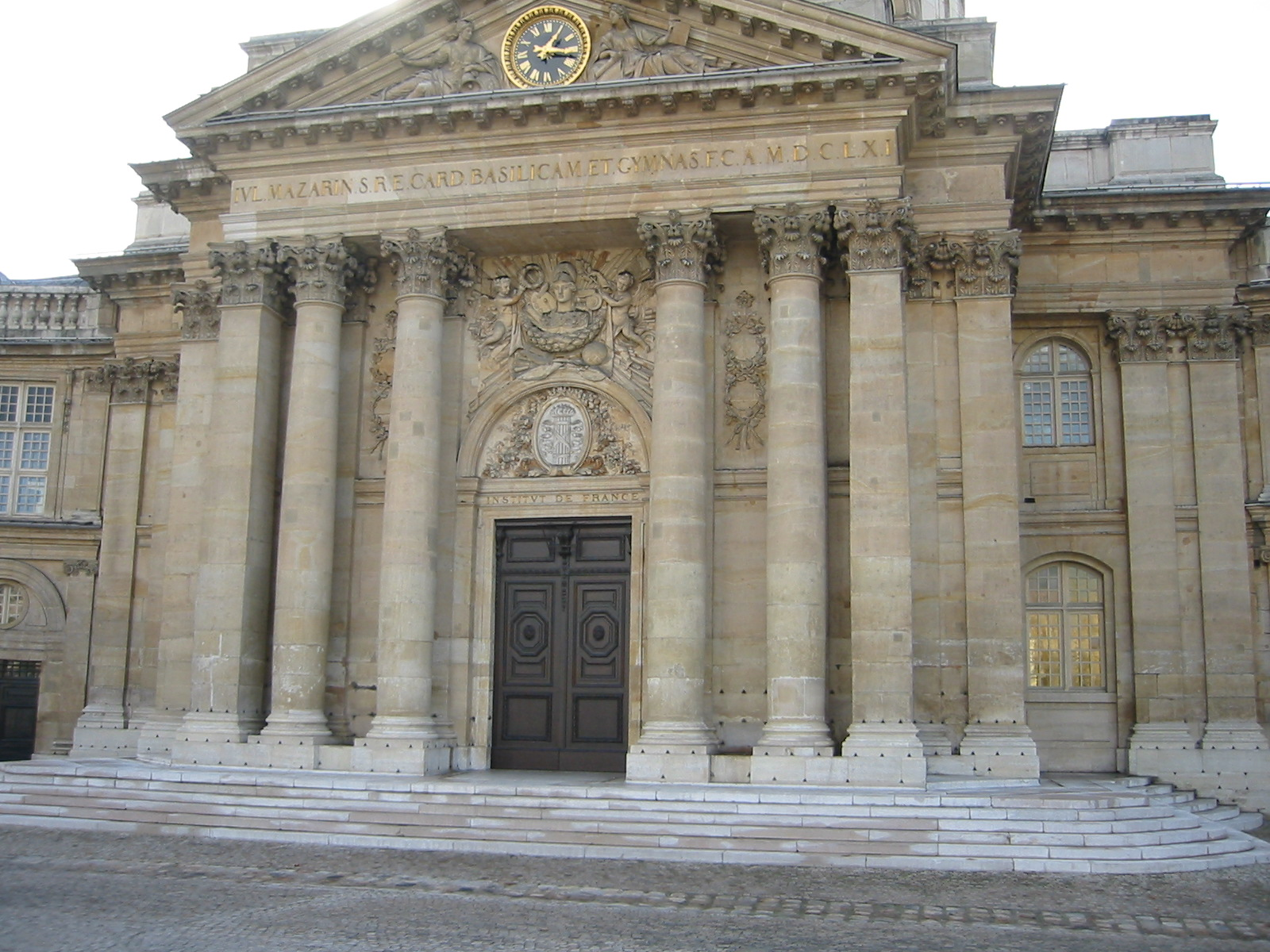
در ورودی انجمن
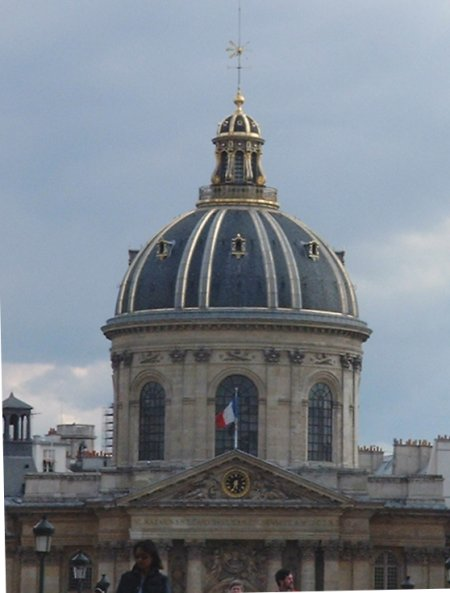
گنبد بنیاد فرانسه در پاریس